# Michaela Noll
Michaela Marion Noll (de soltera Tadjadod; Düsseldorf, 24 de diciembre de 1959) es una abogada y política alemana. Afiliada a la Unión Demócrata Cristiana (CDU), se desempeñó como miembro del Bundestag por el estado de Renania del Norte-Westfalia desde 2002 hasta 2021.

## Primeros años
Noll es hija de madre alemana y del banquero iraní Mostafa Tadjadod, quien fundó el Banco Iraní Bazargani y se desempeñó como Ministro de Economía en el gobierno de Mohammad Reza Pahleví; más tarde huyó de Irán. Creció con sus abuelos en una casa militar en Renania.

## Educación
Después de graduarse del Mataré-Gymnasium en Meerbusch en 1980, se formó como intérprete de inglés, francés y español de 1981 a 1982. En 1982 comenzó a estudiar derecho en la Universidad de Colonia y en la Universidad Johann Wolfgang Goethe de Frankfurt am Main. En 1987 aprobó su primer examen estatal y en diciembre de 1991 el segundo. De 1992 a 1994 estuvo de baja por maternidad. De 1994 a 2002 fue consultora del sindicato de mujeres de la CDU en Düsseldorf. Está admitida en el colegio de abogados desde 2001.

## Carrera política
Noll se convirtió por primera vez en miembro del Bundestag después de las elecciones federales alemanas de 2002. Fue miembro del Comité de Familia, Tercera Edad, Mujer y Juventud desde 2002 hasta 2013 y nuevamente desde 2018 hasta 2021. Desde 2014 hasta 2017, sirvió en el Comité de Defensa.
Además de sus asignaciones en comités, Noll formó parte del Grupo de Amistad Parlamentario Alemán-Francés, el Grupo de Amistad Parlamentario Alemán-Suizo y el Grupo de Amistad Parlamentario Alemán con Australia y Nueva Zelanda. También fue miembro de la delegación alemana en la Asamblea Parlamentaria de la Organización para la Seguridad y la Cooperación en Europa (OSCE).
A fines de 2019, Noll anunció que no se presentaría a las elecciones federales de 2021, y que renunciaría a la política activa al final del período parlamentario.

## Posiciones ideológicas
En junio de 2017, Noll votó en contra de la introducción del matrimonio entre personas del mismo sexo en Alemania.

## Vida personal
De su primer matrimonio con un abogado, tiene un hijo, nacido en 1991. En 2002 se casó por segunda vez y tomó el apellido de su esposo, Noll, poco después de su elección al Bundestag. Ella es católica.